# 알칸사르 우나 에스트레야
《알칸사르 우나 에스트레야》(스페인어: Alcanzar una estrella)은 1990년 방영된 멕시코의 텔레노벨라이다.